# Hyundai Entourage
Der Hyundai Entourage (entourage [engl./frz.] = (die) Umgebung [dt.]) ist ein zwischen 2006 und 2009 gebauter Van des südkoreanischen Automobilherstellers Hyundai Motor Company. Er ist weitgehend baugleich mit der Langversion des Kia Carnival (in den USA: Kia Sedona) der Schwestermarke Kia Motors und wurde für die USA entwickelt und auch nur dort vermarktet.

## Technik
Der Hyundai Entourage war ausschließlich in einer Karosserieversion mit einem 3,8-Liter-V6-Benzinmotor der Lambda-Baureihe und einer 5-Stufen-Automatik erhältlich. Der Motor leistete 184 kW (250 PS).

## Technische Daten
| Modell                          | 3.8 CVVT                          |
| Zylinderzahl                    | V6                                |
| Hubraum (cm³)                   | 3778                              |
| Max. Leistung (kW/PS)           | 186/250 bei 6000                  |
| Max. Drehmoment (Nm)            | 343 bei 3500                      |
| Höchstgeschwindigkeit (km/h)    | 220                               |
| Getriebe (Serienmäßig)          | 5 Stufen-Automatik mit SHIFTRONIC |
| Beschleunigung (0–100 km/h)     | 8,7 s                             |
| Verbrauch kombiniert (l/100 km) | 14,2                              |
| Tankinhalt (Liter)              | 80                                |

## Sicherheit
Für die passive Sicherheit sorgten sechs Airbags. Der Hyundai Entourage war außerdem mit den  Fahrerassistenzsystemen ABS und ESC ausgestattet. Beim NHTSA-Crashtest (USA) erhielt das Fahrzeug die Höchstwertung von fünf Sternen. Damit  erreichte der Hyundai Entourage bis dato das beste an einen Mini-Van (US-Fahrzeugklasse) vergebene Ergebnis (Stand: 3/2008). Nach dem Euro-NCAP-Verfahren wurde der Entourage nicht getestet, da er in Europa nicht vertrieben wurde.